# Petr Ševčík
Petr Ševčík (Jeseník, 4 maggio 1994) è un calciatore ceco, centrocampista dello Slavia Praga e della nazionale ceca.

## Caratteristiche tecniche
Centrocampista centrale, può giocare da mediano e all'occorrenza da esterno sinistro.

## Statistiche

### Cronologia presenze e reti in nazionale
| Cronologia completa delle presenze e delle reti in nazionale ― Rep. Ceca | Cronologia completa delle presenze e delle reti in nazionale ― Rep. Ceca | Cronologia completa delle presenze e delle reti in nazionale ― Rep. Ceca | Cronologia completa delle presenze e delle reti in nazionale ― Rep. Ceca | Cronologia completa delle presenze e delle reti in nazionale ― Rep. Ceca | Cronologia completa delle presenze e delle reti in nazionale ― Rep. Ceca | Cronologia completa delle presenze e delle reti in nazionale ― Rep. Ceca | Cronologia completa delle presenze e delle reti in nazionale ― Rep. Ceca |
| Data                                                                     | Città                                                                    | In casa                                                                  | Risultato                                                                | Ospiti                                                                   | Competizione                                                             | Reti                                                                     | Note                                                                     |
| ------------------------------------------------------------------------ | ------------------------------------------------------------------------ | ------------------------------------------------------------------------ | ------------------------------------------------------------------------ | ------------------------------------------------------------------------ | ------------------------------------------------------------------------ | ------------------------------------------------------------------------ | ------------------------------------------------------------------------ |
| 14-11-2019                                                               | Plzeň                                                                    | Rep. Ceca                                                                | 2 – 1                                                                    | Kosovo                                                                   | Qual. Euro 2020                                                          | -                                                                        | 76’                                                                      |
| 17-11-2019                                                               | Sofia                                                                    | Bulgaria                                                                 | 1 – 0                                                                    | Rep. Ceca                                                                | Qual. Euro 2020                                                          | -                                                                        | 65’                                                                      |
| 4-9-2020                                                                 | Bratislava                                                               | Slovacchia                                                               | 1 – 3                                                                    | Rep. Ceca                                                                | UEFA Nations League 2020-2021 - 1º turno                                 | -                                                                        | 86’                                                                      |
| 7-10-2020                                                                | Larnaca                                                                  | Cipro                                                                    | 1 – 2                                                                    | Rep. Ceca                                                                | Amichevole                                                               | -                                                                        | 70’                                                                      |
| 11-10-2020                                                               | Haifa                                                                    | Israele                                                                  | 1 – 2                                                                    | Rep. Ceca                                                                | UEFA Nations League 2020-2021 - 1º turno                                 | -                                                                        | 68’                                                                      |
| 14-10-2020                                                               | Glasgow                                                                  | Scozia                                                                   | 1 – 0                                                                    | Rep. Ceca                                                                | UEFA Nations League 2020-2021 - 1º turno                                 | -                                                                        | 65’                                                                      |
| 4-6-2021                                                                 | Bologna                                                                  | Italia                                                                   | 4 – 0                                                                    | Rep. Ceca                                                                | Amichevole                                                               | -                                                                        | 61’                                                                      |
| 14-6-2021                                                                | Glasgow                                                                  | Scozia                                                                   | 0 – 2                                                                    | Rep. Ceca                                                                | Euro 2020 - 1º turno                                                     | -                                                                        | 87’                                                                      |
| 18-6-2021                                                                | Glasgow                                                                  | Croazia                                                                  | 1 – 1                                                                    | Rep. Ceca                                                                | Euro 2020 - 1º turno                                                     | -                                                                        | 74’                                                                      |
| 22-6-2021                                                                | Londra                                                                   | Rep. Ceca                                                                | 0 – 1                                                                    | Inghilterra                                                              | Euro 2020 - 1º turno                                                     | -                                                                        | 45’                                                                      |
| 27-6-2021                                                                | Budapest                                                                 | Paesi Bassi                                                              | 0 – 2                                                                    | Rep. Ceca                                                                | Euro 2020 - Ottavi di finale                                             | -                                                                        | 85’                                                                      |
| 3-7-2021                                                                 | Baku                                                                     | Rep. Ceca                                                                | 1 – 2                                                                    | Danimarca                                                                | Euro 2020 - Quarti di finale                                             | -                                                                        | 79’                                                                      |
| 24-9-2022                                                                | Praga                                                                    | Rep. Ceca                                                                | 0 – 4                                                                    | Portogallo                                                               | UEFA Nations League 2022-2023 - 1º turno                                 | -                                                                        | 63’                                                                      |
| 27-9-2022                                                                | San Gallo                                                                | Svizzera                                                                 | 2 – 1                                                                    | Rep. Ceca                                                                | UEFA Nations League 2022-2023 - 1º turno                                 | -                                                                        | 79’                                                                      |
| 27-3-2023                                                                | Chișinău                                                                 | Moldavia                                                                 | 0 – 0                                                                    | Rep. Ceca                                                                | Qual. Euro 2024                                                          | -                                                                        | 73’ 88’                                                                  |
| 18-6-2024                                                                | Lipsia                                                                   | Portogallo                                                               | 2 – 1                                                                    | Rep. Ceca                                                                | Euro 2024 - 1º turno                                                     | -                                                                        | 79’                                                                      |
| 22-6-2024                                                                | Amburgo                                                                  | Georgia                                                                  | 1 – 1                                                                    | Rep. Ceca                                                                | Euro 2024 - 1º turno                                                     | -                                                                        | 81’                                                                      |
| Totale                                                                   |                                                                          | Presenze                                                                 | 17                                                                       |                                                                          | Reti                                                                     | 0                                                                        |                                                                          |

## Palmarès

### Club

#### Competizioni nazionali
- Campionato ceco: 3

Slavia Praga: 2018-2019, 2019-2020, 2020-2021
- Coppa della Repubblica Ceca: 3

Slavia Praga: 2018-2019, 2020-2021, 2022-2023